# Vilhelm Pedersen

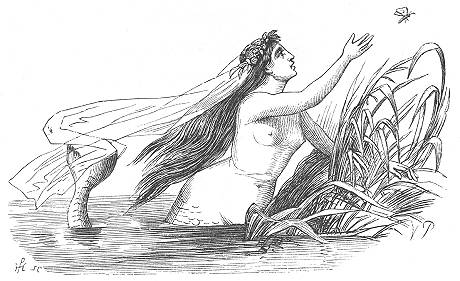
Ilustracja Pedersena do Małej Syreny

Vilhelm Pedersen (ur. 20 stycznia 1820 w Kopenhadze, zm. 13 marca 1859 tamże) – duński rysownik.
Poszedł w ślady ojca i został oficerem Królewskiej Duńskiej Marynarki Wojennej. Interesował się rysunkiem i w 1843 król Chrystian VIII udzielił mu czteroletniego płatnego urlopu, aby umożliwić mu kontynuowanie kariery artystycznej. Studiował u Wilhelma Marstranda i zapisał się do Królewskiej Duńskiej Akademii Sztuk Pięknych. Po raz pierwszy wystawił swoje prace w 1847 roku, ale dobrowolnie wrócił do wojska po wybuchu wojny trzyletniej. Pedersen zapewnił sobie miejsce w historii sztuki duńskiej w mniejszym stopniu dzięki obrazom z włoskiego i duńskiego życia wiejskiego, a głównie dlatego, że od roku 1847 do śmierci był ilustratorem kolejnych wydań baśni Hansa Christiana Andersena.